# Informatik
Informatik (även informationssystem) är det vetenskapliga studiet av information och dess behandling i kodad form samt dess presentation. Ämnet studerar hur interaktion sker mellan naturliga och artificiella system vilka lagrar, bearbetar och förmedlar information. Begreppet informatik dök för första gången upp år 1957 i essän Informatik: Automatische Informationsverarbeitung av Karl Steinbuch, som var en av pionjärerna inom artificiell intelligens. År 1962 myntade Philippe Dreyfus ordet informatique med samma innebörd. Således kan informatik härledas till betydelsen automatisk informationsbearbetning eller automatisk informationsbehandling. Då information behandlas av såväl datorer, individer och organisationer har informatik även kognitiva och sociala aspekter. Allmän datavetenskap heter på tyska Informatik och på franska informatique.

## Skandinavien
I april 1963 tillsatte Universitetskanslern en kommission för att utreda behovet av utbildning i administrativ databehandling, vilket resulterade i en rapport i november 1964 som rekommenderade att instifta ADB som akademisk disciplin. De första kurserna i ämnet Informationsbehandling med specialisering mot metoder för administrativ databearbetning som senare skulle delas i ADB, informatik och systemvetenskap, gavs i Sverige hösten 1966 vid Stockholms universitet i nära samarbete med Kungliga Tekniska högskolan. Initiativtagare till kurserna var Janis Bubenko och Börje Langefors. Innehållet i kurserna motsvarade det som vid engelska universitet vid denna tid kallades Information Systems.
I Skandinavien är informatik (liksom systemvetenskap) ett samhällsvetenskapligt och tvärvetenskapligt ämne, till skillnad från de mer logisk-matematiskt inriktade ämnen datavetenskap (datalogi), datateknik och informationsteknologi. De två senare ämnena bygger ofta på ingenjörsvetenskaplig grund. På engelska betecknas den skandinaviska varianten av informatik ibland social informatics.
Informatikämnet vid svenska universitet och högskolor är ofta värd för utbildningar inom systemvetenskap, som historiskt har sin grund i automatisk databehandling (ADB), det vill säga inriktade mot administrativ databehandling snarare än tekniska tillämpningar, ofta med tillämpning på stora organisationer, myndigheter, banker och handel. År 2010 inrättades Svenska informationssystemakademin (SISA) som en nationell förening med syfte att tillvarata informatikämnets intressen. Ordet informatik har funnits i svenska språket sedan 1969 och kommer från engelska informatics.